# 八神結香
八神 結香（やがみ ゆか、3月18日 - ）は、日本の女性声優。山形県出身。アクロスエンタテインメント所属。

## 人物
趣味・特技は、ソフトボール、猫の鳴きマネ、肩を揉むこと。

## 出演

### テレビアニメ
2018年
- 妖怪ウォッチ シャドウサイド（子供たち）

2020年
- 安達としまむら（子供達）

2021年
- SSSS.DYNAZENON（合唱部γ、主婦、専門家）
- うらみちお兄さん（子供）

2022年
- リコリス・リコイル（蛇ノ目エリカ、リコリス）

2023年
- 氷属性男子とクールな同僚女子（にゃめろう）

2024年
- ダンジョン飯（生徒2）

### 劇場アニメ
- 映画 妖怪学園Y 猫はHEROになれるか（2019年）

### Webアニメ
- リコリス・リコイル Friends are thieves of time.（2025年、蛇ノ目エリカ[3]）

### ゲーム
2020年
- 黒騎士と白の魔王（ベロボーグ）

2022年
- インクオン(Ink on)（九頭見美音、壬生紫苑）
- フェアリーフェンサー エフ Refrain Chord（妖聖ムアーシア）

### ナレーション
- Jリーグ公式チャンネル（2019年、YouTube）[1]
- 目撃!にっぽん（2020年、NHK）[1]

### ラジオ
- ACROSS★TALK（2020年 - 、レインボータウンFM）[1]

### CM
- スパリゾートハワイアンズ（2019年、ナレーション）[1]

### 舞台
- 朗読劇 お化けなんて全然怖くない。（2018年、幽霊2 役）[1]

### その他
- まれまれちゃんねる / ムシ忍（2018年、YouTube。クワガニン[6]、バッタニン[6]）[1]
- 不適合ガール：生きづらさを感じるあなたに贈る、自分の居場所の見つけ方（2021年、Audible）[7]